# Kasib Powell
Kasib Ismir Powell (Teaneck, 18 marzo 1981) è un ex cestista e allenatore di pallacanestro statunitense, professionista nella NBDL, in Europa e in Asia.

## Palmarès

### Giocatore

#### Individuale
- All-CBA First Team (2006)
- NBDL MVP (2008)
- All-NBDL First Team (2008)